# Barbut verd galtablanc
El barbut verd galtablanc (Psilopogon viridis) és una espècie d'ocell de la família dels megalèmids (Megalaimidae) que habita boscos i ciutats a les terres baixes i turons fins als 2300 m del sud-oest de l'Índia.